# Brunbröstad kungsfiskare
Brunbröstad kungsfiskare (Halcyon gularis) är en fågel i familjen kungsfiskare inom ordningen praktfåglar.

## Utseende och läte
Brunbröstad kungsfiskare är en rätt stor kungsfiskare. Den är chokladbrun på undersida och huvud ner till övre delen av ryggen. Resten av ryggen, stjärten och vingarna är lysande blå, med stora svarta skulderdläckare och små svarta vingspetsar. Strupen är vit och näbben röd, liksom benen. Arten är något lik storknäbbskungsfiskare, men brunbröstad har chokladbrun, ej orangefärgad undersida. Sången består av en snabb fallande serie med cirka ett dussin vassa toner, avtagande i ljudstyrka.

## Utbredning och systematik
Fågeln förekommer i Filippinerna. Den behandlas som monotypisk, det vill säga att den inte delas in i några underarter. Tidigare betraktades den som underart till smyrnakungsfiskare (Halcyon smyrnensis), men urskiljs numera allmänt som en egen art. 

## Levnadssätt
Brunbröstad kungsfiskare förekommer i låglänta områden och förberg. Den hittas i öppet landskap och skogsbryn.

## Status
Arten har ett stort utbredningsområde och internationella naturvårdsunionen IUCN kategoriserar arten som livskraftig. Beståndsutvecklingen är dock oklar.